# 小親親
《小親親》，是一部2000年香港電影，由奚仲文執導，郭富城、 陳慧琳、毛舜筠、曾志偉、宣萱主演。

## 內容大要
報章副刊專欄作家吳秋月(陳慧琳 飾)，以寫專欄「月經」感性辛辣而聞名；電台節目主播章戎(郭富城 飾)，出名開導普世愛情迷航者，他們兩個城中風頭躉本來毫不相干，各有各天地，各自各精彩。一天，吳秋月因一張黑膠碟與章戎交惡，大家更是勢成水火，可是世事難料，死敵也會變俏冤家，不過，愛的魔力真是不能自我控制的，無奈吳秋月的前男友袁正浩(張智霖 飾)忽然回來，並向她提出結婚和移民的要求。吳秋月、章戎的戰事竟然變成了另一個情場上的角力。經過幾番思量，吳秋月終於執拾行裝......

## 演員
| 演員   | 角色                |
| 郭富城 | 章戎（電台DJ）      |
| 陳慧琳 | 吳秋月（專欄作家）  |
| 毛舜筠 | Cat（二手店老闆）   |
| 曾志偉 | 武（毛舜筠情人）    |
| 張智霖 | 秋月初戀情人/袁正浩 |
| 張達明 | 愛護動物協會職員    |
| 宣萱   | 電台助理/馬丹莉     |
| 雷頌德 | 秋月男友/陳振華     |
| 謝天華 | 毛舜筠朋友/同性戀者 |
| 陳輝虹 | 電台高層            |
| 岸西   |                     |
| 陳逸寧 | 電視台小花          |
| 任葆琳 | 闊太                |
| 李楓   | 電台女D.J.          |
| 劉小慧 | 編輯部女職員        |

## 外部連結
- 香港影庫上《小親親》的資料（繁體中文）
- 開眼電影網上《小親親》的資料（繁體中文）
- 豆瓣电影上《小親親》的資料 （简体中文）
- 时光网上《小親親》的資料（简体中文）
- AllMovie上《小親親》的资料（英文）
- 爛番茄上《小親親》的資料（英文）
- 互联网电影数据库（IMDb）上《小親親》的资料（英文）